# Hendrik Bednarz
Hendrik Bednarz (* 13. Dezember 1978 in Balingen) ist ein deutscher Politiker (SPD). Er ist designierter Landrat des Landkreises Tübingen.

## Leben
Bednarz legte 1998 das Abitur ab und studierte anschließend Rechtswissenschaft an der Eberhard Karls Universität Tübingen. Während seines Studiums war er Stipendiat der Friedrich-Ebert-Stiftung. Er legte 2005 das erste und 2007 das zweite juristische Staatsexamen ab. Von 2003 bis 2006 war er Landesvorsitzender der Jusos in Baden-Württemberg. 2010 wurde er in Tübingen mit der Dissertation Demographischer Wandel und kommunale Selbstverwaltung bei Martin Nettesheim zum Doktor der Rechte promoviert. Anschließend war er zunächst als Rechtsanwalt tätig. Später leitete er das Verkehrs- und Ordnungsamt des Landkreises Reutlingen. Seit 2016 ist er Finanzbürgermeister von Rottenburg am Neckar, seit 2024 zudem Erster Bürgermeister und ständiger Vertreter des Rottenburger Oberbürgermeisters Stephan Neher. Seit 2019 ist er außerdem Mitglied des Kreistags des Landkreises Tübingen und seit 2024 Vorsitzender der dortigen SPD-Fraktion.
Am 13. Juli 2025 wurde Bednarz im dritten Wahlgang mit 32 von 63 Stimmen vom Kreistag zum Landrat des Landkreises Tübingen gewählt. Er folgt auf Joachim Walter und tritt das Amt am 1. Oktober 2025 an.
Bednarz ist verheiratet und lebt in Mössingen.

## Veröffentlichung
- Demographischer Wandel und kommunale Selbstverwaltung (= Tübinger Schriften zum Staats- und Verwaltungsrecht, Bd. 86). Duncker & Humblot, Berlin 2010, ISBN 978-3-428-13333-8 (= Dissertation Universität Tübingen).